# لمبان جيرفي
63°23′N 26°56′E / 63.383°N 26.933°E
لمبان جيرفي هي بحيرة متوسطة الحجم تقع في منطقة مستجمعات المياه الرئيسي كيميجوكي. وهي تقع في منطقة سافو الشمالية في فنلندا.